# 24-я сессия Комитета всемирного наследия ЮНЕСКО
24-я сессия Комитета всемирного наследия ЮНЕСКО проходила с 27 ноября по 2 декабря 2000 года, в Кэрнс, Австралия. Было подано 60 объектов в список всемирного наследия ЮНЕСКО. 49 объектов культурного, 1 смешанного и 10 природного наследия. Таким образом, общее число регистраций достигло 690 (528 культурного наследия, 23 смешанных и 139 природного наследия).

## Объекты, внесённые в список всемирного наследия
| #  | Изображение | Название | Местоположение   | № объекта | Критерии    |  |
| -- | ----------- | --- | ---------------- | --------- | ----------- |  |
| 1  |             | Иезуитский квартал и миссии Кордовы Альта-Грасия                                                                                              | Аргентина        |           | ii, iv      |  |
| 2  |             | Кафедральный собор и церкви Эчмиадзина и археологический памятник Звартноц с монастырем Гегард и верховьями реки Азат                         | Армения          |           | ii, iii     |  |
| 3  |             | Старая крепость в Баку с Дворцом Ширваншахов и Девичья башня                                                                                  | Азербайджан      |           | iv          |  |
| 4  |             | Исторический центр Брюгге, Таунхаусы архитектора Виктора Орта в Брюсселе, Неолитические кремнёвые шахты в Спиеннесе в Монсе, Нотр-Дам в Турне | Бельгия          |           | ii, iv      |  |
| 5  |             | Тиуанако: духовного и политического центра культуры Тиауанако                                                                                 | Боливия          |           | iii, iv     |  |
| 6  |             | Церкви острова Чилоэ | Чили             |           | ii, iii     |  |
| 7  |             | Археологический ландшафт первых кофейных плантаций на юго-востоке Кубы                                                                        | Куба             |           | iv, v       |  |
| 8  |             | Замок Кронборг | Дания            |           | iv          |  |
| 9  |             | Парковое королевство Дессау-Вёрлиц, Монастырский остров Райхенау                                                                              | Германия         |           | ii, iv      |  |
| 10 |             | Долина Луара между Сюлли-сюр-Луар и Шалонн-сюр-Луар                                                                                           | Франция          |           | i, ii, vi   |  |
| 11 |             | Раннее христианское кладбище Печ | Венгрия          |           | iii, iv     |  |
| 12 |             | Ассизи, Церковь Сан-Франческо и Верона | Италия           |           | ii, iv      |  |
| 13 |             | Гусуку на Рюкю | Япония           |           | ii, iii, vi |  |
| 14 |             | Шибеник | Хорватия         |           | i, ii, iv   |  |
| 15 |             | Куршская коса | Литва/ Россия    |           | v           |  |
| 16 |             | Дом Шрёдер | Нидерланды       |           | i, ii       |  |
| 17 |             | Руины города Леон-Вьехо | Никарагуа        |           | iii, iv     |  |
| 18 |             | Исторический центр Шахрисабз | Узбекистан       |           | iii, iv     |  |
| 19 |             | Древний торговый путь Тропа ладана | Оман             |           |             |  |
| 20 |             | Вахау | Австрия          |           | ii, iv      |  |
| 21 |             | Исторический центр Арекипа | Перу             |           | i, iv       |  |
| 22 |             | Ансамбль Ферапонтов монастырь и Исторический архитектурный комплекс Казанский кремль                                                          | Россия           |           | ii, iii, iv |  |
| 23 |             | Сен-Луи (расширена в 2007 году) | Сенегал          |           | ii, iv      |  |
| 24 |             | Исторический центр города Бардеёв | Словакия         |           | iii, iv     |  |
| 25 |             | Исторический ансамбдь Тарракон, Пальмовая Эльче, Древнеримские стены в городе Луго, Каталонские и романские церкви Валь-де-Бои и Атапуэрка    | Испания          |           | iv          |  |
| 26 |             | Каменный город Занзибара | Танзания         |           | ii, iii, vi |  |
| 27 |             | Колонна Пресвятой Троицы в Оломоуце | Чехия            |           | i, iv       |  |
| 28 |             | Университетский городок в Каракасе | Венесуэла        |           | i, iv       |  |
| 29 |             | Горнопромышленный ландшафт Блэнавон | Великобритания   |           | iii, iv     |  |
| 30 |             | Кингченг и Дужиангян, Древние деревни на юге Аньхой, Ксиди и Сиди и Хунцунь, Императорские могилы Мин и Цин, Лунмэнь                          | Китай            |           | iii, iv, v  |  |
| 31 |             | Мирский замок | Беларусь         |           | ii, iv      |  |
| 32 |             | Дольмены в Кочхане, Хвасуне и на Канхвадо, Историческая область Кёнджу                                                                        | Республика Корея |           | ii, iii     |  |
| 33 |             | Сельский ландшафт в южной части острова Эланд                                                                                                 | Швеция           |           | iv, v       |  |
| 34 |             | Крепостные сооружения Беллинцоны | Швейцария        |           | iv          |  |

## Смешанное наследие
| # | Изображение | Название       | Местоположение | № объекта | Критерии |
| - | ----------- | -------------- | -------------- | --------- | -------- |
| 1 |             | Драконовы горы | ЮАР            |           |          |

## Природное наследие
Аргентина: Природные парки Исчигуаласто и Талампайа
Австралия: Горный район Блу-Маунтинс
Боливия: Национальный парк Ноэль-Кемпфф-Меркадо
Бразилия: Пантанал
Бразилия: Жау (расширенная в 2006 году)
Швеция: Архипелаг Кваркен / Высокий берег (расширена в 2006 году Кваркен в Финляндии)
Италия: Липарские острова
Малайзия: Национальный парк Гунунг Мулу
Малайзия: Национальный Парк Кинабалу
Суринам: Природоохранная территория Центрального Суринама

## Расширены
| # | Изображение | Название | Местоположение    | № объекта | Критерии      |
| - | ----------- | --- | ----------------- | --------- | ------------- |
| 1 |             | Ахпат (первоначально признан в качестве культурного наследия, в 1996 году. Но сейчас с большей площадью территорий) | Армения           |           | ii, iv        |
| 2 |             | Исторический ансамбль Потала в Лхаса (первоначально признан в качестве культурного наследия в 1994 году, теперь расширен со включённым монастырём Джоканг), Классические сады Сучжоу (первоначально признан культурным наследием в 1997 году, в настоящее время с пятью дополнительными садами) | Китай             |           | i, iv, vi     |
| 3 |             | Пещерный район Аггтелек — Словацкий карст (первоначально признан культурным наследием в 1994 году, теперь расширен с монастырём Добшинская ледовая пещера) | Венгрия/ Словакия |           | viii          |
| 4 |             | Плитвицкие озёра (первоначально признан природным наследием в 1979 году, теперь с большей площадью территорий) | Хорватия          |           | vii, viii, ix |
| 5 |             | Бухта Халонг (первоначально признан природным наследием в 1994 году, в настоящее время с дополнительным критерием) | Вьетнам           |           | vii, viii     |

## Убраны из Красного списка
Ни один объект не был убран.

## Добавлены в Красный список
| # | Изображение | Название | Местоположение | № объекта | Критерии   |
| - | ----------- | --- | -------------- | --------- | ---------- |
| 1 |             | Старый укреплённый город Забид (Тем не менее в красном списоке)                                                             | Йемен          |           | ii, iv, vi |
| 2 |             | Форт и сады Шалимар в городе Лахор (Тем не менее в красном списоке)                                                         | Пакистан       |           | i, ii, iii |
| 3 |             | Орнитологический резерват Джудж (Ранее уже с 1984 по 1988 год на красный список, на этот раз в 2006 году на красный список) | Сенегал        |           | vii, x     |